# Rue du Kremlin

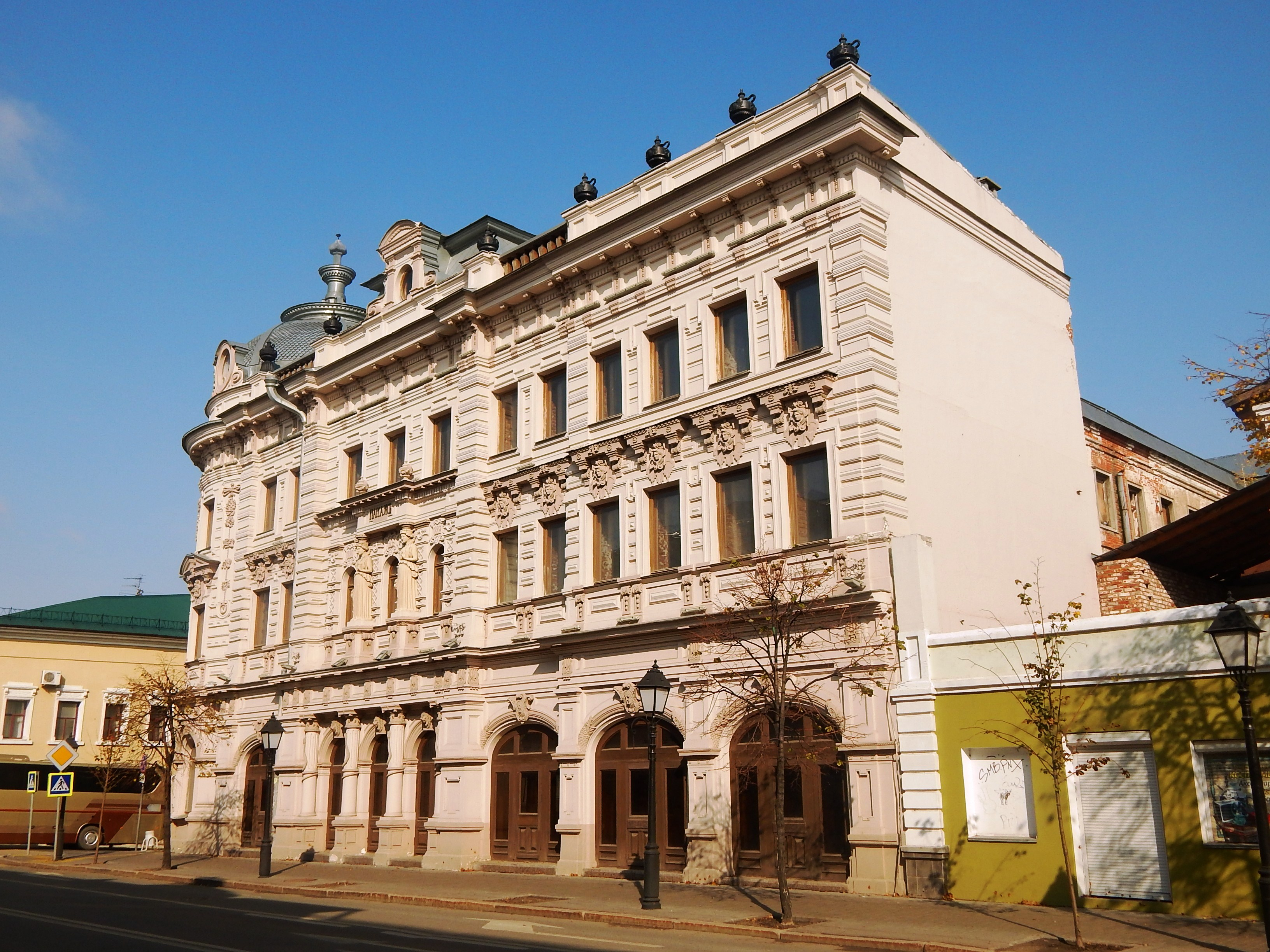
L'immeuble du Passage Alexandrov, au n° 17.

La rue du Kremlin (Улица Кремлёвская, oulitsa Kremliovskaïa) est une rue parmi les plus importantes du cœur historique de la ville de Kazan en Russie. Elle commence place du 1er-Mai et se termine square de l'Université. Elle doit son nom au Kremlin de Kazan.
Elle s'appelait auparavant la rue du Sauveur (Spasskaïa), d'après la tour du Sauveur du Kremlin de Kazan, et de la fin du XVIIe siècle à la révolution d'Octobre rue de la Résurrection (d'après l'église élevée en 1671), puis rue Tchernychevski jusqu'en 1960, puis rue Lénine et porte son nom actuel à partir de 1996.
Elle a été tracée au XVIe siècle. Les immeubles et les constructions qui la bordent datent du début du XIXe siècle à 1948. Elle mesure 1 050 mètres de longueur du nord-ouest au sud-est sur la crête de la colline. Les trottoirs ont été pavés en 2011.

## Édifices remarquables
- Place du 1er-Mai, comprenant la tour du Sauveur, le Kremlin de Kazan, la statue de Moussa Djalil, la mairie (ancienne douma), le musée national du Tatarstan.
- Passage Alexandrov (1880-1883) construit par Vladimir Souslov et Nikolaï Pozdeïev
- Passage Tchernoïarov (1901)[5]
- Institut du service d'État (auparavant club des Marchands, puis assemblée militaire) construit en 1864
- Poste principale
- Tribunal suprême de la république du Tatarstan (ancien siège du gouverneur militaire) construit en 1825
- Siège du Procureur
- Maison Ouchkov construite en 1908 par Karl Müfke, aujourd'hui appartenant à la bibliothèque nationale de la république du Tatarstan.
- Faculté de physique
- Faculté de chimie[6]
- Bâtiment principal de l'université de Kazan (1825)

## Photographies

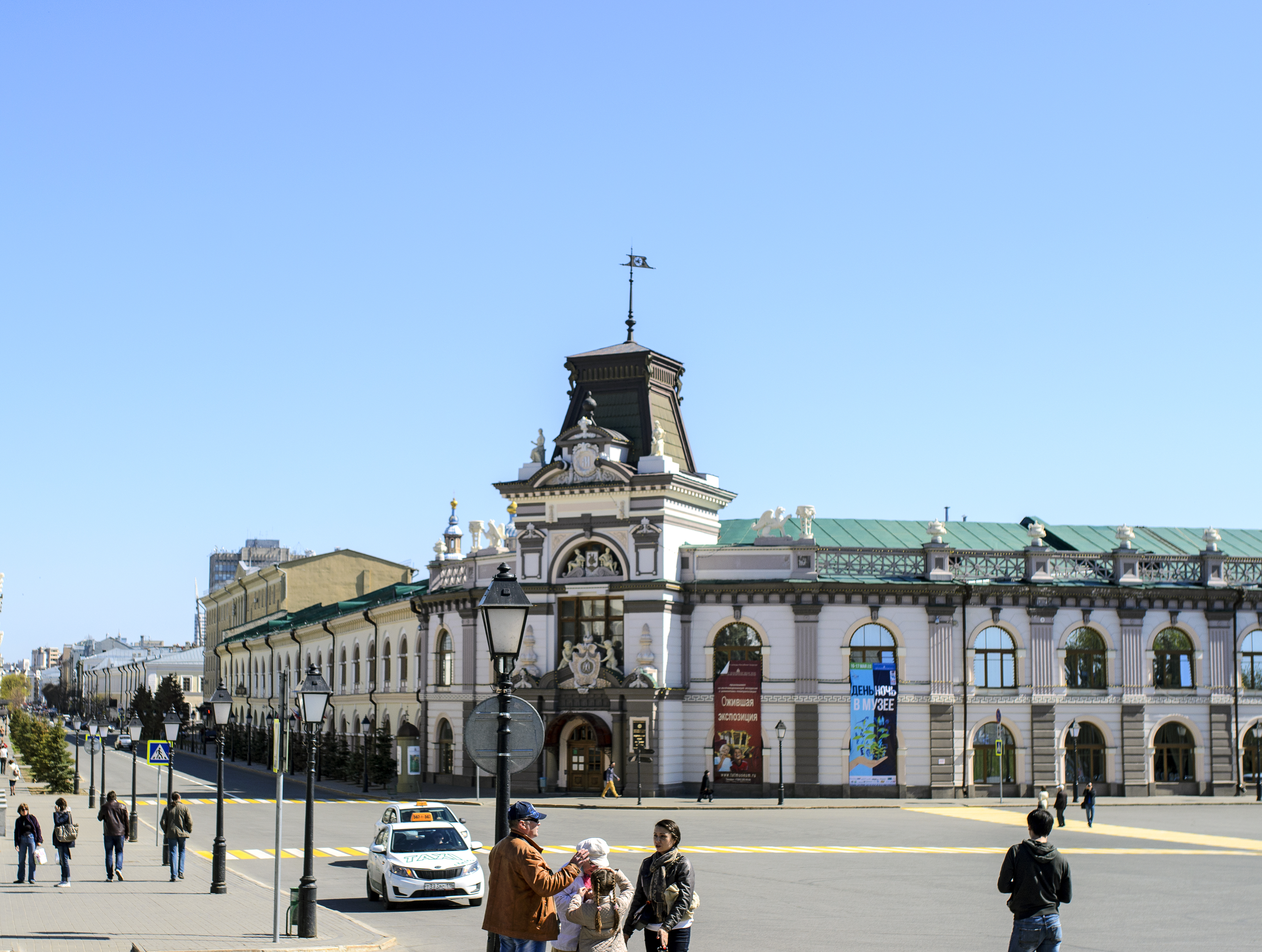
Musée national de la République du Tatarstan
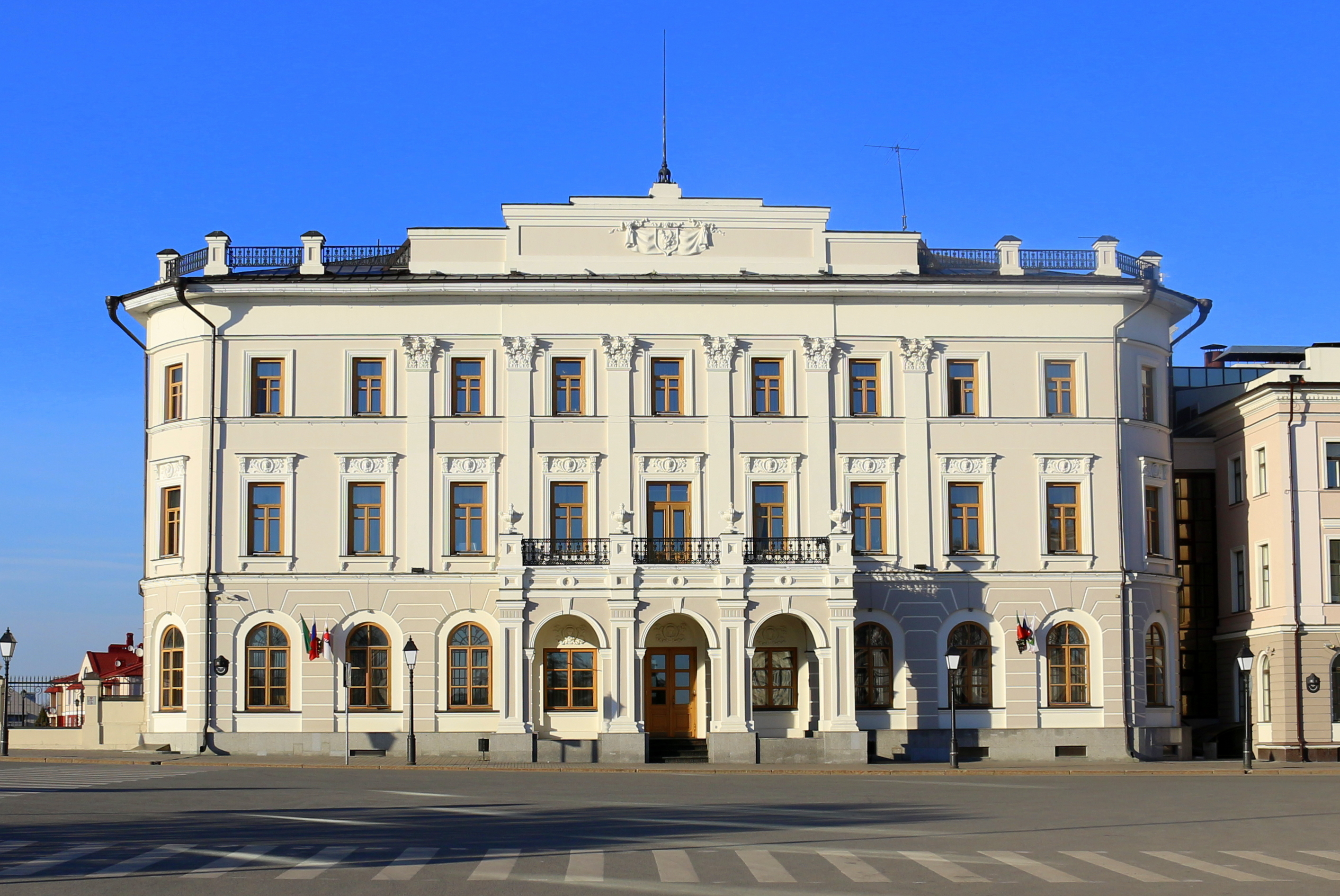
Mairie
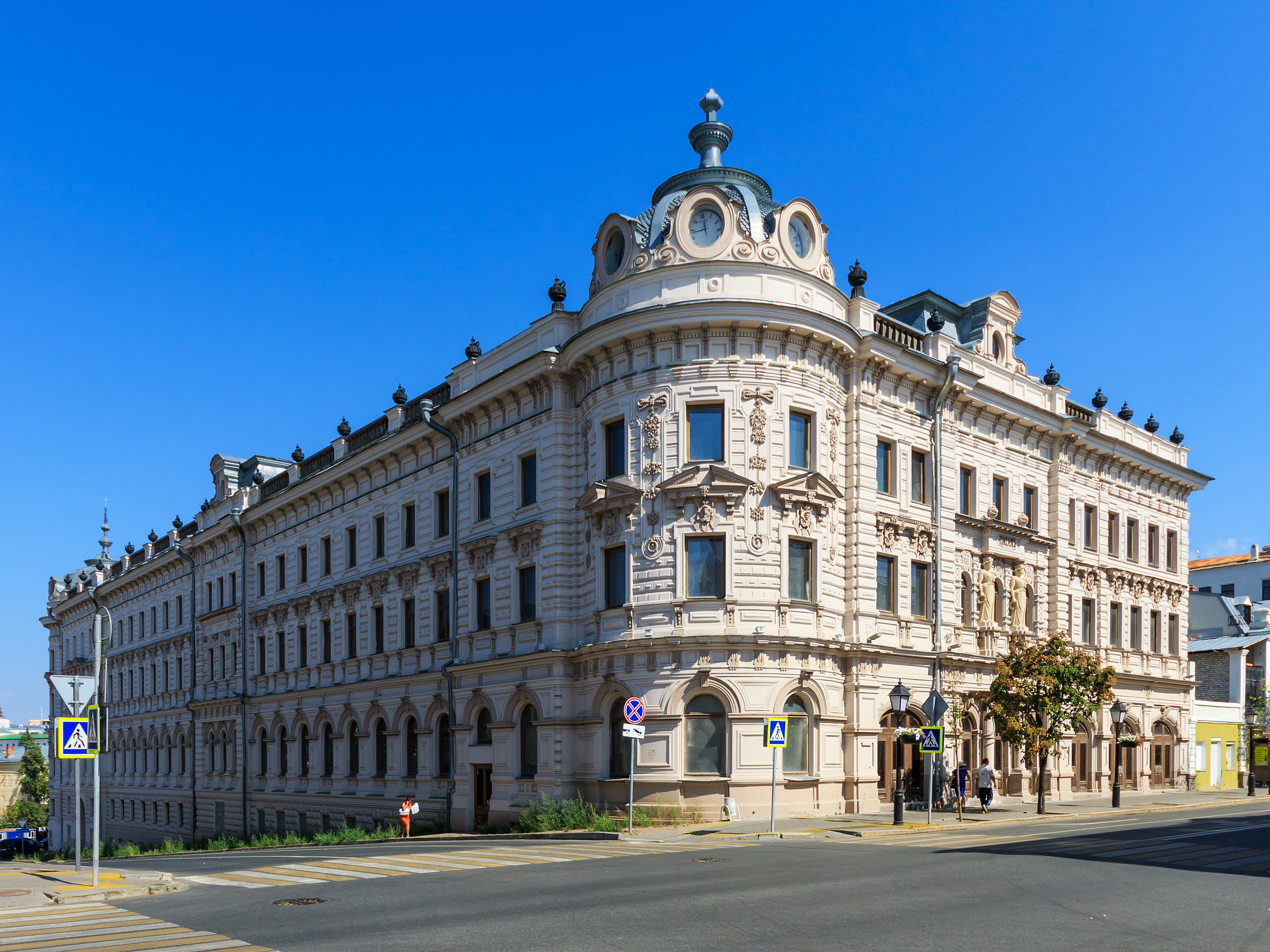
Passage Alexandrov
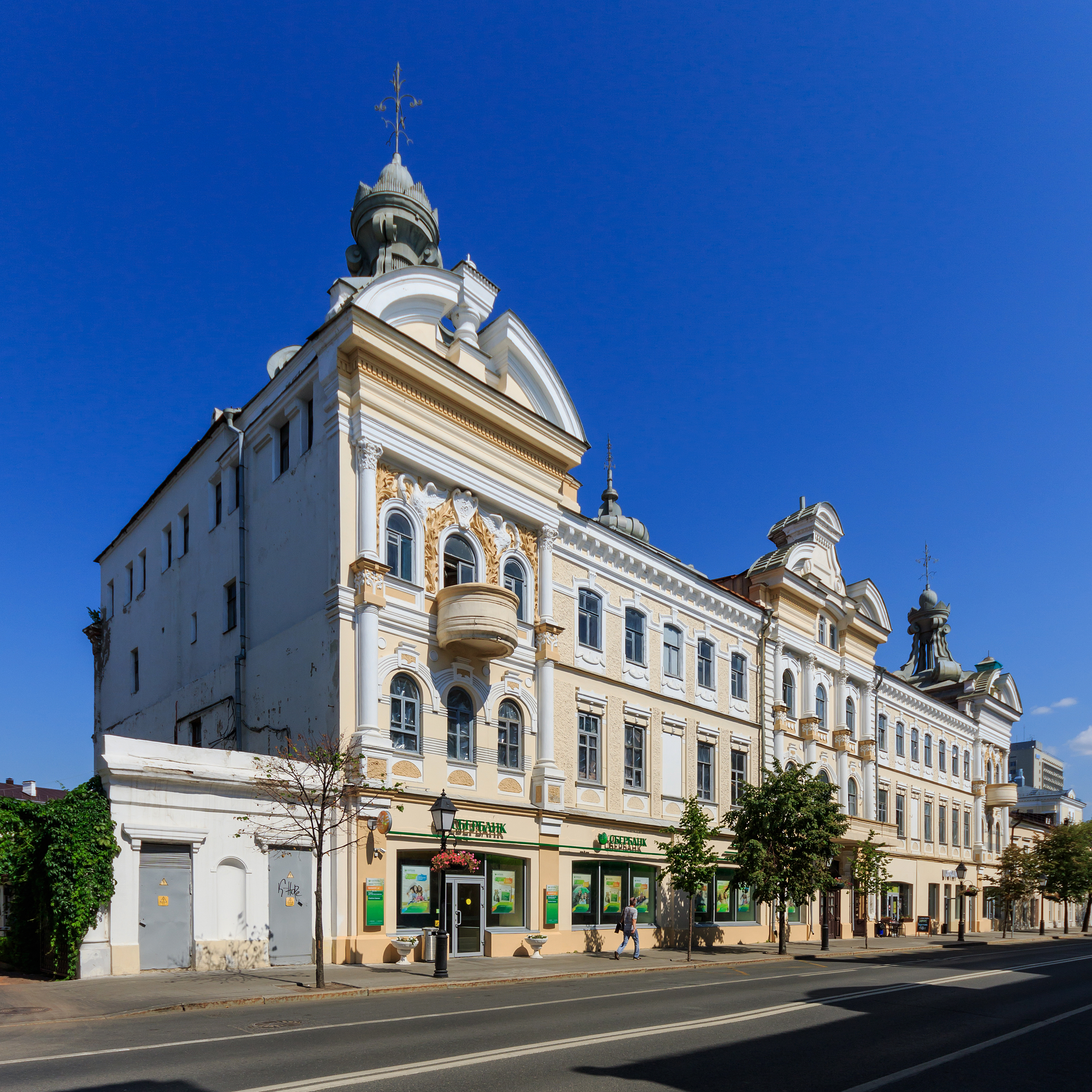
Passage Tchernoïarov
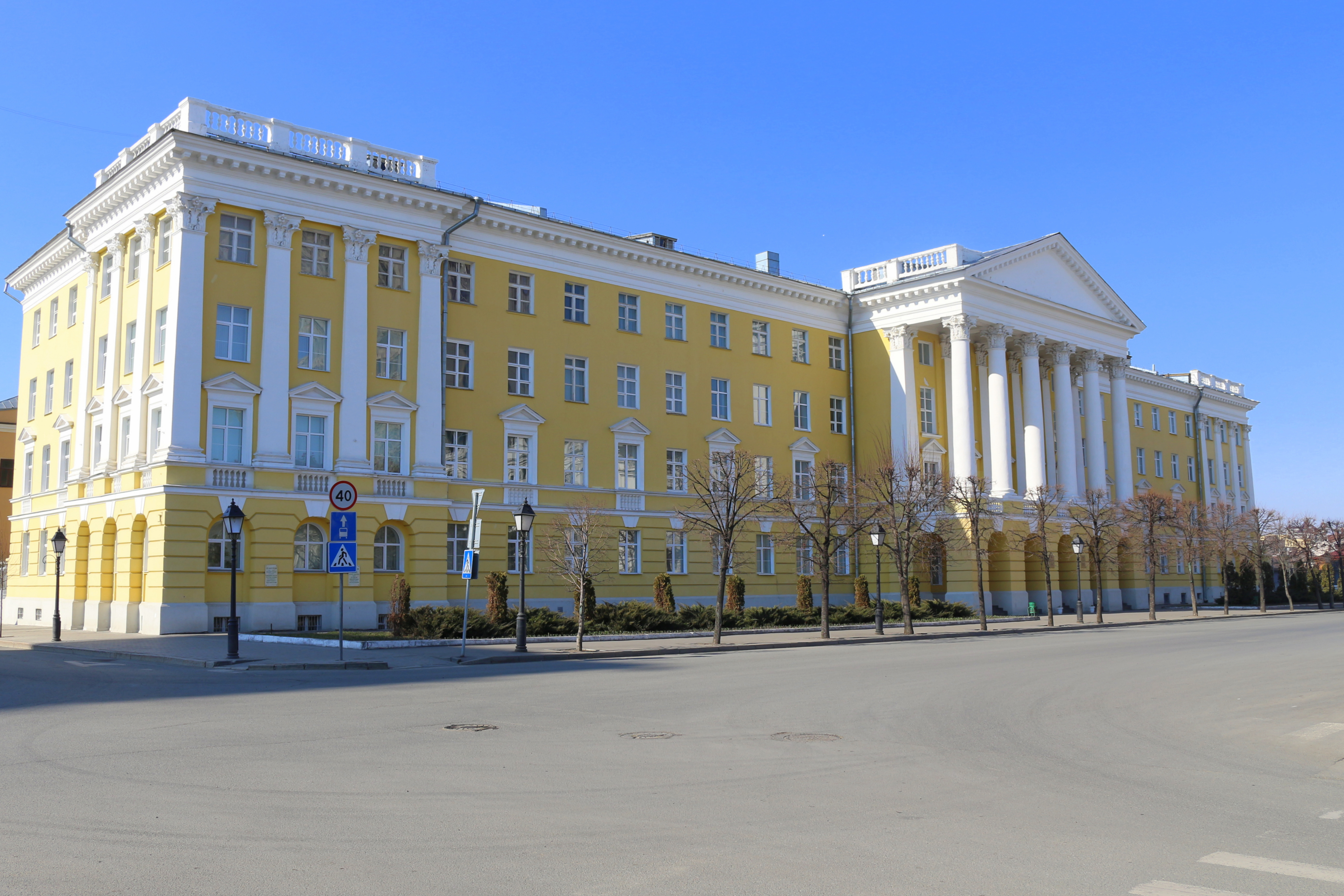
Faculté de chimie
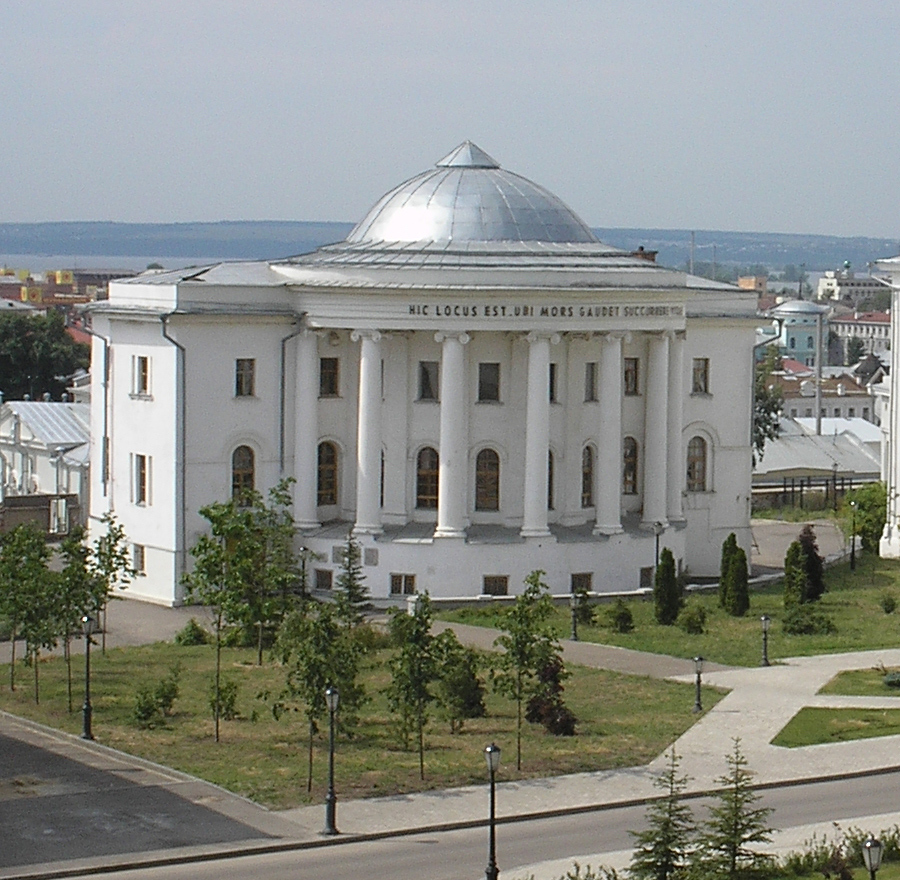
Théâtre anatomique de l'Université de Kazan
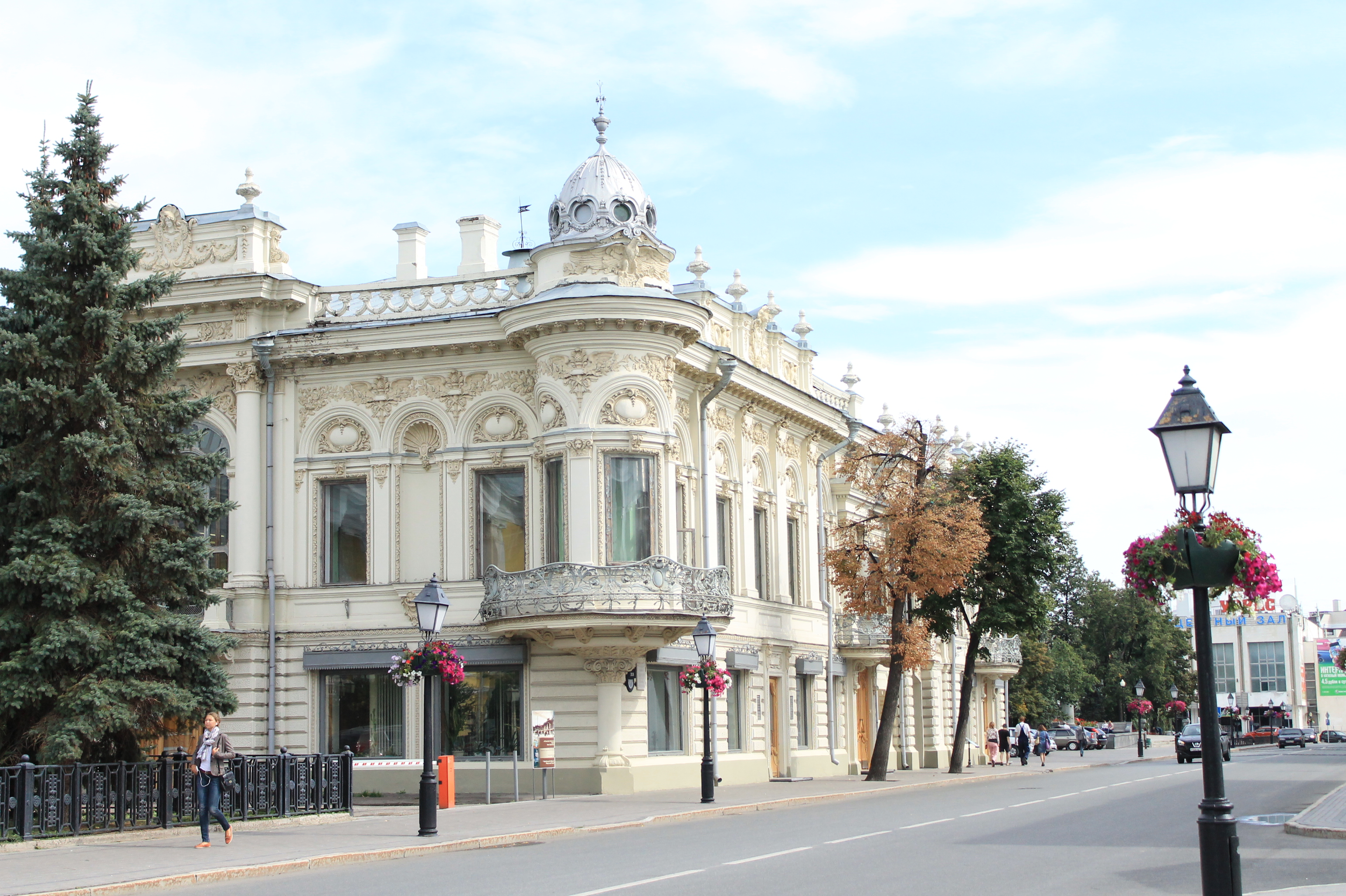
Maison Ouchkov